# گلیکوبیارسول
گلیکوبیارسول (به انگلیسی: Glycobiarsol) یک ترکیب شیمیایی با شناسه پاب‌کم ۱۶۶۸۲۸۳۹ است. 